# Трой (Орегон)
Трой (англ. Troy) — невключённая территория, расположенная в округе Уаллауа штата Орегон, США. Находится у слияния рек Гранд-Ронд и Венаха к западу от Флоры на автодороге штата Орегон № 3 вблизи от границы со штатом Вашингтон. 

## Описание
Посёлок известен своей рыбалкой, в особенности ловлей радужной форели. В поселении есть RV-парк, два рыбацких домика, гостиница Troy Resort, а также ресторан Wenaha Bar and Grill. Здесь же есть начальная школа.

## История
Трой начал формироваться в конце 1890-х годов, когда здесь было основано мормонское поселение Нову, названное в честь более известного поселения в штате Иллинойс. В 1931 году название города было официально изменено на Трой, предположительно в честь сына первых мормонских поселенцев, Троя Гринстеда. Здесь уже был паром через Гранд-Ронд. Город всегда был центром для обслуживания окружающих ферм и ранчо, а также «райским уголком для рыбаков» благодаря его относительной изоляции и отсутствия коммерческих предприятий.
В 1960-х годах население города сократилось, и услуги переместились в близлежащую Флору. В 1965 году почтовое отделение было закрыто и бывший город приобрел статус невключённой территории и места для рыбалки, охоты и отдыха. Число постоянных жителей оценивается в 25 человек.